# American Graffiti, la suite
Série
American Graffiti
(1973)
Pour plus de détails, voir Fiche technique et Distribution.
American Graffiti, la suite (More American Graffiti) est un film américain réalisé par Bill L. Norton et produit par George Lucas, sorti en 1979. Il s'agit de la suite de American Graffiti (1973), située à l'époque de la guerre du Viêt Nam, des beatniks et des chansons contestataires.
Le film raconte quatre histoires, imbriquées les unes aux autres, si bien que le spectateur a l'impression qu'elles se déroulent simultanément et non successivement.

## Synopsis
Quatre histoires, séparées d'une année, se déroulent chacune durant un 31 décembre des années 1960. Les quatre années sont imbriquées scène par scène de manière suivie.
1. 31 décembre 1964, Fremont (Californie) : John Milner est pilote de dragster, invaincu sur cette piste durant toute l'année. Il retrouve ses amis d'American Graffiti (sauf Curt Henderson qui poursuit ses études dans l'est du pays). Il fait également la connaissance d'Eva, une jeune Scandinave dont il tombe amoureux malgré la barrière de la langue.
2. 31 décembre 1965, An Loc (Vietnam) : Terry « l'Affreux » (surnommé « la Grenouille » dans American Graffiti) est soldat durant la guerre du Viêt Nam. Il tente par tous les moyens d'être blessé afin de pouvoir rentrer au pays et retrouver son amie Debbie Dunham. Ayant sympathisé avec Joe Young (ex-chef de la bande des Pharaons dans le premier film), il se retrouve à participer à une mission dangereuse.
3. 31 décembre 1966 : Debbie Dunham, optant désormais pour la mode hippie, propose à son compagnon Lance de se marier. Lui, totalement indifférent à cette proposition, préfère se droguer mais est arrêté par l'officier Falfa. Debbie cherche à tout prix à payer sa caution de 212 $. Elle va ensuite à la rencontre d'un groupe de rock pour les persuader d'engager Lance comme guitariste.
4. 31 décembre 1967 : Steve et Laurie sont mariés et ont deux jumeaux. Le couple connaît une grave dispute, Steve refusant que Laurie prenne un emploi. Cette dernière part se réfugier chez son frère Andy, farouchement engagé dans des manifestations d'étudiants contre la guerre du Viêt Nam.

## Fiche technique
Sauf indication contraire, les informations mentionnées dans cette section peuvent être confirmées par la base de données cinématographiques IMDb,  présente dans la section « Liens externes ».
- Titre français : American Graffiti, la suite
- Titre original : More American Graffiti
- Titre de travail : Purple Haze
- Réalisation : Bill L. Norton
- Scénario : Bill L. Norton, d'après les personnages créés par George Lucas, Gloria Katz et Willard Huyck
- Montage : Tina Hirsch, avec les participations non créditées de Marcia Lucas et George Lucas[1]
- Musique : Eugene Finley
- Photographie : Caleb Deschanel
- Production : Howard Kazanjian

Producteur délégué : George Lucas
- Société de production : Lucasfilm Ltd. et Universal Pictures
- Distribution : Universal Pictures (États-Unis)
- Budget : 3 000 000 $
- Pays d'origine : États-Unis
- Langue originale : anglais
- Format : Couleurs - 1.37:1 / 1.85:1 / 2.39:1 - 16 mm / 35 mm - son Dolby
- Genre : comédie dramatique, coming-of-age
- Durée : 110 minutes
- Dates de sortie[2] :
  -  États-Unis : 3 août 1979
  -  France : 6 février 1980

## Distribution
- Paul Le Mat (VF : Thierry Bourdon) : John Milner
- Cindy Williams (VF : Sylviane Margollé) : Laurie Henderson-Bolander
- Candy Clark (VF : Annie Balestra) : Debbie Dunham
- Charles Martin Smith (VF : Roger Crouzet) : Terry « The Toad » Fields
- Mackenzie Phillips (VF : Béatrice Bruno) : Carol / Rainbow
- Bo Hopkins (VF : Richard Darbois) : Joe Young
- Ron Howard (VF : Jean-François Vlérick) : Steve Bolander
- Will Seltzer (VF : François Leccia) : Andy Henderson
- Anna Bjorn : Eva
- Scott Glenn (VF : Jean-Pierre Leroux) : Newt
- Mary Kay Place : Teensa
- John Lansing (VF : Éric Baugin) : Lance
- Richard Bradford (VF : Henri Poirier) : Major Creech
- James Houghton (VF : Maurice Sarfati) : Bob Sinclair
- John Brent : Ralph
- Ralph Wilcox : Felix
- Manuel Padilla : Carlos
- Michael Courtney : Teddy Bolander
- Jon Gries : Ron
- Tom Ruben (VF : Jacques Deschamps) : Eric
- Doug Sahm : Bobbie
- Country Joe and the Fish : eux-mêmes
- Rosanna Arquette : la fille
- Tom Baker : le flic
- Nancy Fish : police Matron
- Naomi Judd : la fille dans le bus
- Delroy Lindo : le sergent de l'armée
- Harrison Ford (VF : Yves-Marie Maurin) : l'officier Bob Falfa (non crédité)

## Production

### Genèse et développement
Inspiré par Le Parrain, 2e partie de son ami Francis Ford Coppola, George Lucas souhaite produire une suite plus sombre à son film American Graffiti (1973). Sur les conseils de Howard Kazanjian, il engage Bill L. Norton comme réalisateur et scénariste. Ce dernier n'est pas convaincu par l'idée d'un scénario divisé en quatre intrigues, mais se plie aux volontés de George Lucas.

### Attribution des rôles
Richard Dreyfuss est le seul à ne pas refigurer au casting original du premier film. En effet, son personnage Curt Henderson est censé poursuivre ses études dans l'est du pays puis partir vivre au Canada. La véritable raison est que, ayant entre-temps connu le succès avec Les Dents de la mer puis Rencontres du troisième type et remporté l'Oscar du meilleur acteur pour sa prestation dans Adieu, je reste, Richard Dreyfuss a exigé une forte augmentation de salaire, ce que George Lucas lui a refusé. Pour compenser l'absence du personnage, ce second volet donne plus d'importance à Debbie (la copine de Terry), alors secondaire dans le premier film.
Bien qu'il ne soit pas crédité au générique, Harrison Ford fait une courte apparition. Il y incarne toujours Bob Falfa, devenu officier de police.

### Tournage
Le tournage a lieu en Californie : circuit de Fremont Dragstrip (en) de Fremont, comté de Marin, Modesto, San Francisco et Stockton.
George Lucas a l'idée de tourner chacune des quatre intrigues avec un Formats de projection et des styles de prises de vues différents. L'histoire de John Milner est ainsi tournée dans le style exploitation des années 1950 avec une image grand angle et des plans fixes. Les séquences au Viêt Nam sont filmées en 16 mm, comme les reportages télévisés de l'époque. La partie sur Laurie et Steve au campus riot rappelle les films de Hollywood des années 1970 comme Des fraises et du sang et Campus. L'histoire de Debbie est tournée en split-screen tout comme le documentaire Woodstock (1970).
Pour la séquence de la guerre du Vietnam, certains plans extérieurs en hélicoptère ont été en réalité filmés au-dessus des forêts californiennes près de Stockton. Toute cette séquence fut d'ailleurs entièrement tournée par George Lucas lui-même, contrairement au reste du film qui fut filmé par Bill L. Norton. Cela donne une idée exacte et précise de ce qu'aurait donné Apocalypse Now sous la caméra de Lucas qui devait initialement le réaliser peu après THX 1138 avant que son ami et mentor Francis Ford Coppola s'empare du projet pour signer le classique du 7ème Art que l'on connait[réf. nécessaire].

## Bande originale
La bande originale du film est éditée en vinyle. L'album n'est jamais édité en CD.
Face A
1. Heat Wave – Martha and the Vandellas
2. Moon River – Andy Williams
3. Mr. Tambourine Man – The Byrds
4. My Boyfriend's Back – The Angels
5. Sounds of Silence – Simon & Garfunkel
6. Season of the Witch – Donovan

Face B
1. Stop! In the Name of Love – The Supremes
2. Strange Brew – Cream
3. Just Like a Woman – Bob Dylan
4. Respect – Aretha Franklin
5. She's Not There – The Zombies
6. 96 Tears – ? and the Mysterians

Face C
1. Pipeline – The Chantays
2. Since I Fell for You – Lenny Welch
3. Beechwood 4-5789 – The Marvelettes
4. Mr. Lonely – Bobby Vinton
5. Cool Jerk – The Capitols (en)
6. I Feel Like I’m Fixin’ to Die Rag – Country Joe and the Fish

Face D
1. Ballad of the Green Berets – Barry Sadler
2. My Guy – Mary Wells
3. I'm a Man – Doug Sahm
4. Hang On Sloopy – The McCoys (avec la voix Wolfman Jack)
5. When a Man Loves a Woman – Percy Sledge
6. Like a Rolling Stone – Bob Dylan

Un groupe fictif, Electric Haze featuring Doug Sahm, apparait dans le film et interprète une reprise de I'm a Man de Bo Diddley.
Un autre album, intitulé More American Graffiti, avait été édité auparavant par MCA, pour faire suite à la bande originale du premier film. Cet album est publié en 1975, quatre ans avant la suite du film. Seule une chanson de cet album est présente dans American Graffiti. Cette collection est validée George Lucas. En 1976, MCA Records sortira même un troisième et dernier album, American Graffiti Vol. III, qui n'inclus cette fois pas de dialogue de Wolfman Jack.

## Accueil
Le réalisateur et scénariste du film, Bill L. Norton, pensait qu'une intrigue divisée en quatre intrigues serait compliquée à suivre. Il se pliera finalement aux volontés de George Lucas. Ce dernier avouera plus tard que Bill L. Norton avait raison et sera très critique avec le film.